# Shirataka (Schiff, 1929)
Die Shirataka (japanisch 白鷹) war ein Minenleger/Netzleger der Kaiserlich Japanischen Marine, der Ende der 1920er Jahre gebaut wurde und im Zweiten Weltkrieg zum Einsatz kam.

## Geschichte

### Entwicklungsgeschichte
Im Rahmen des Haushaltsplans für das Jahr 1923 wurden der japanischen Marine Mittel zur Ergänzung ihres alternden Bestandes an Minenlegern genehmigt. Dieser bestand zu diesem Zeitpunkt aus der Katsuriki und den beiden ehemaligen Panzerkreuzern Aso und Tokiwa. Die Marine entwickelte daraufhin einen kleinen Entwurf H-2 (die spätere Shirataka, mit rund 1500 Tonnen Verdrängung und Turbinenantrieb) und einen großen Entwurf H-1 (die spätere Itsukushima, mit rund 2000 Tonnen und Dieselantrieb), welche die während des Ersten Weltkriegs gewonnenen Betriebserfahrungen widerspiegeln sollten.

### Bau
Der Bauauftrag für die spätere Shirataka wurde an Ishikawajima-Harima vergeben. Diese legte den Rumpf am 24. November 1927 auf ihrer Werft (Ishikawajima Zōsen) in Tokio auf Kiel. Der Stapellauf erfolgte am 25. Januar 1929 und die Indienststellung am 9. April 1929 unter dem Kommando von Kaigun-chūsa (Fregattenkapitän) Sonoda Shigeru, welcher bereits seit dem 15. Januar 1929 als sogenannter Oberster Ausrüstungsoffizier (jap. 艤装員長, gisō inchō) mit der Baubelehrung beauftragt gewesen war.

### Einsatzgeschichte
Nach der Indienststellung wurde die Shirataka dem Marine-Distrikt Kure zugeteilt. Nach dem Tomozuru-Zwischenfall – bei diesem war das Torpedoboot Tomozuru am 12. März 1934 nur wenige Wochen nach seiner Indienststellung wegen Topplastigkeit unter Verlust eines Großteils der Besatzung gekentert – wurde sie in der zweiten Jahreshälfte in der Marinewerft in Kure eingedockt. Dort wurden bis Mai 1936 umfangreiche Umbauten durchgeführt, wie zusätzlicher Ballast im Rumpf, Verringerung der Höhe des Brückenaufbaus und Schornstein und Reduzierung der Artillerie auf nur noch zwei 12-cm-Geschütze.
Nach dem Zwischenfall an der Marco-Polo-Brücke und damit dem Beginn des Zweiten Chinesisch-Japanischen Krieges im August 1937 wurde die Shirataka für Patrouillenfahrten vor der chinesischen Küste eingesetzt und ab dem 1. Dezember 1937 der 3. Flotte in Shanghai zugeteilt. Für diese Aufgabe wurden ab November 1940 Einrichtungen zum Einsatz von maximal 36 Wasserbomben eingebaut.
Zum Zeitpunkt des japanischen Angriffes auf Pearl Harbor am 7. Dezember 1941 war die Shirataka in Takao auf Formosa stationiert und wurde der „Operation M“, (Invasion der nördlichen Philippinen) zugewiesen. Ab Januar 1942 dem Operationsgebiet von Niederländisch-Indien zugeteilt, unterstützte das Schiff die Landungen auf Tarakan und Balikpapan und war am 27. Februar an der Schlacht in der Sundastraße beteteiligt.
Ab dem 10. März 1942 zur Geleitsicherung eingesetzt, war sie in Soerabaja und später in Wewak stationiert. Bei einem dieser Einsätze wurde die Shirataka, am 20. Februar 1943, durch das amerikanische U-Boot Albacore im Bismarck-Archipel angegriffen, erhielt aber keine Treffer und setzte ihre Fahrten zwischen Palau, Neuguinea und den Salomonen bis Februar 1944 fort. Diesen folgte ab 22. März eine Überholung in der Marinewerft in Kure und anschließend ab dem 5. April der Einsatz in der Maritimen Geleitflotte (Kaijo Goei Sotai) von Admiral Oikawa Koshirō. Vom 21. April bis 20. Mai 1944 war sie Flaggschiff von Admiral Kajioka Sadamichi beim Take-Ichi-Konvoi und ab Juni einem Geleitzug von Manila zurück nach Moji. Diesen folgten die Geleitzüge Hi-67 (Manila-Singapur) vom 20. Juni bis 9. Juli, Hi-68 (Singapur-Manila) ab dem 20. Juli und ab dem 1. August der Konvoi Mo-05 nach Okinawa.

### Untergang
Vom 19. August 1944 war die Shirataka Teil des Geleitzuges MI-15 von Moji, heutiges Kitakyūshū, nach Miri auf Borneo. Am 31. August wurde dieser Konvoi in der Straße von Luzon von den amerikanischen U-Booten USS Queenfish, USS Sealion und USS Growler angegriffen. Diese konnten mehrere Transporter versenken und um 7:30 wurde die Shirataka von zwei von drei abgefeuerten Torpedos der USS Sealion getroffen. Sie sank um 11:15 auf Position 20° 55′ N, 121° 7′ O unter Verlust aller Besatzungsmitglieder.
Die Shirataka wurde am 10. Oktober 1944 aus der Flottenliste der Schiffe der Kaiserlichen Japanischen Marine gestrichen.

## Name
Die Shirataka ist nach dem Torpedoboot gleichen Namens das zweite Kriegsschiff einer japanischen Marine, welches diesen Namen trägt.

## Technik

### Rumpf
Der Rumpf der Shirataka, unterteilt in wasserdichte Abteilungen, war 84 Meter lang, 11,55 Meter breit und hatte bei einer Einsatzverdrängung von 1.719 Tonnen einen Tiefgang von 3,1 Metern.

### Antrieb
Der Antrieb erfolgte durch zwei kohlebefeuerte Dampferzeuger – Kampon-Kesseln des Yarrow-Typs – und zwei Getriebeturbinensätze, mit denen eine Gesamtleistung von 2.000 PS (1.471 kW) erreicht wurde. Diese gaben ihre Leistung an zwei Wellen mit je einer Schraube ab. Die Höchstgeschwindigkeit betrug 16 Knoten (30 km/h). Es konnten 300 Tonnen Kohle gebunkert werden, was zu einer maximalen Fahrstrecke von 1.800 Seemeilen (3.334 km) bei 10 Knoten führte.

### Bewaffnung

#### Artillerie
Die Artilleriebewaffnung bestand aus drei 12-cm-Seezielgeschützen mit Kaliberlänge 45 Typ 3. Diese konnten eine 20,4 Kilogramm schwere Granate bis zu 15 Kilometer weit schießen, waren in drei Einzellafetten verbaut und stammten von außerdienstgestellten Zerstörern.

#### Flugabwehr
Die Flugabwehrbewaffnung bestand aus einem Maschinengewehr.

#### Minenlegeausrüstung
Zum Minenlegen waren Minenlegeschienen auf dem Achterdeck vorhanden. Die Transportkapazität betrug bis zu 100 Seeminen des Typ 5. Des Weiteren konnten sechs Sperrnetze mitgeführt werden.

## Besatzung
Die Besatzung der Shirataka hatte eine Stärke von 175 Offizieren, Unteroffizieren und Mannschaften. Üblicherweise befehligte ein Stabsoffizier im Rang eines Kaigun-chūsa (Fregattenkapitän) das Schiff.

### Liste der Kommandanten
| Nr. | Name                                              | Beginn der Amtszeit | Ende der Amtszeit  | Bemerkungen                                       |
| --- | ------------------------------------------------- | ------------------- | ------------------ | ------------------------------------------------- |
| 1.  | Fregattenkapitän Sonoda Shigeru                   | 9. April 1929       | 5. November 1929   | seit 15. Januar 1929 mit der Baubelehrung betraut |
| 2.  | Fregattenkapitän Motoizumi Takeshi                | 5. November 1929    | 1. Dezember 1931   |                                                   |
| 3.  | Fregattenkapitän Yamamura Minoru                  | 1. Dezember 1931    | 1. Dezember 1932   |                                                   |
| 4.  | Fregattenkapitän Kaneko Toyokichi                 | 1. Dezember 1932    | 15. November 1933  |                                                   |
| 5.  | Kapitän zur See Hozumi Tatsuo                     | 15. November 1933   | 22. Oktober 1934   |                                                   |
| 5.  | Fregattenkapitän Ikeda Shichiro                   | 22. Oktober 1934    | 15. November 1935  |                                                   |
| 6.  | Fregattenkapitän Inagaki Yoshiaki                 | 15. November 1935   | 16. November 1936  |                                                   |
| 7.  | Fregattenkapitän Itagaki Yukihazu                 | 16. November 1936   | 28. Juli 1937      |                                                   |
| 8.  | Fregattenkapitän Inada Yoshiaki                   | 28. Juli 1937       | 15. Dezember 1938  |                                                   |
| 9.  | Kapitän zur See Kanemasu Yoshio                   | 15. Dezember 1938   | 15. November 1939  |                                                   |
| 10. | Kapitän zur See Imamura Yukihiko                  | 15. November 1939   | 1. November 1940   |                                                   |
| 11. | Fregattenkapitän Marikawa Matao                   | 1. November 1940    | 10. September 1941 |                                                   |
| 12. | Fregattenkapitän/ Kapitän zur See Hamano Motokazu | 10. September 1941  | 15. Mai 1942       |                                                   |
| 13. | Kapitän zur See Wada Sumihisa                     | 15. Mai 1942        | 13. April 1943     |                                                   |
| 14. | Kapitän zur See Miki Takahide                     | 13. April 1943      | 31. August 1944    | beim Untergang des Schiffes getötet               |